# 管口魚科
管口魚科為輻鰭魚綱海龙鱼目的其中一科。

## 分布
本科魚類分布於世界三大洋海域。

## 深度
由表層至水深100公尺。

## 特徵
本科魚類體中等延長，頭長，吻亦延長為管狀，口位於吻端，體被小櫛鱗，僅頭部及背部前方無鱗片。下頷突出，前下方有一鬚。背鰭硬棘部由8至12個分離的小棘合成。背鰭軟條部與臀鰭對在。胸鰭呈圓形，尾鰭小菱形，中央鰭條最大，但不延長為絲狀。

## 分類
管口魚科其下僅有一屬：
- 管口魚屬(Aulostomus)
  - 中國管口魚(Aulostomus chinensis)：又稱中華管口魚。
  - 斑點管口魚(Aulostomus maculatus)
  - 細管口魚(Aulostomus strigosus)

## 生態
本科魚類棲息在珊瑚礁，常可見其頭部朝下，一絲不動地停留在海藻堆或岩縫之間，可以前進、垂直或倒退游動。體色富於變化，獨立分離的背鰭棘，平時很少豎起不易看見。游動緩慢，但遇到驚嚇時則迅速逃竄。以長吻吸食小魚、甲殼類為主。

## 經濟利用
可食用，或做成餌料。